# Station Hatfield and Stainforth
Hatfield and Stainforth is een spoorwegstation van National Rail in Doncaster in Engeland. Het station is eigendom van Network Rail en wordt beheerd door Northern Rail. 